# Svenska Idrottsrörelsens Studieförbund
- För andra betydelser av SISU - se Sisu

Studieförbundet SISU Idrottsutbildarna (Svensk Idrotts Studie- och Utbildningsorganisation) grundades 1985 och är ett studieförbund som erbjuder idrottens föreningar och förbund utbildning och utveckling på ett lättillgängligt sätt. SISU Idrottsutbildarna finns i hela Sverige. På riksnivå arbetar man med att utveckla och stötta specialidrottsförbunden. De 21 distrikten jobbar med specialdistriktsförbunden och idrottsföreningarna.
Processledarna/utbildningskonsulenterna en viktig resurs. Dessa fungerar som mentorer, problemlösare, rådgivare och inspiratörer i de flesta frågor ett förbund eller en förening ställs inför och även som ledare av processer vid föreningsutveckling. På såväl riks- som distriktsplanet genomförs kurser och konvent.
SISU Idrottsutbildarna har ett eget förlag, SISU Idrottsböcker, som utvecklar studiematerial och böcker tillsammans med idrotten. 
Idrottsfolkhögskolan på Bosön på Lidingö i Stockholm har SISU Idrottsutbildarna som huvudman. Här utbildas bland annat idrottskonsulenter. Här finns också idrottslinjen och andra utbildningar för dem som vill jobba med idrott.
Svenska Idrottsrörelsens Studieförbunds kansli finns i Idrottens hus.

## Historia
SISU Idrottsutbildarna bildas den 23 september 1985 på Bosön då specialidrottsförbundens representanter var samlade under riksdagens talman Ingemund Bengtssons ledning. Där fattade man beslutet att bilda ett studieförbund för idrotten och till förste ordförande valdes Kalle Fritjofsson.
Den 1 juli 1986 får man statsbidrag för sin verksamhet, så det första verksamhetsåret är alltså 1986/1987 men det uppsatta målet om 150 000 studietimmar var oöverstigligt och man hamnade till slut på cirka hälften.
Andra året är det år man för första gången börjar använda folkbildningsmetoden för mer än bara ledarutbildning. Samla laget blir det första materialet som riktar sig till ledaren och gruppen och det är en stor milstolpe i SISU:s historia. Samtidigt startar arbetet med Handlingsplan utbildning (HPU), ett ambitiöst projekt att försöka få medlemsorganisationen att väva in cirkelledarutbildning i sina utbildningssystem.
År för år har SISU Idrottsutbildarna utvecklats till den organisation man är idag, man har hela tiden, fram till för några år sedan, ökat studietimmarna. År tre i SISU Idrottsutbildarnas historia nådde man för första gången målet 150 000 timmar och året därpå nådde man drömgränsen 200 000 timmar. År 2007 ligger man stadigt på 1 300 000 studietimmar runt om i landet.
5 september 2007 blev SISU Idrottsutbildarna utröstade ur studieförbundens intresseorganisation, Folkbildningsförbundet (FBF). Med klar majoritet röstades SISU IU ut ur FBF på den extrastämma som hölls. SISU Idrottsutbildarna är fortfarande idrottens studie- och utbildningsorganisation, men finansieringen kommer nu direkt från Utbildningsdepartementet. Tidigare kom finansieringen via Folkbildningsrådet.

## Övergripande verksamhetsidé
SISU Idrottsutbildarna ska vara en för idrotten eftertraktad resurs som stimulerar människors lärande, stärker engagemanget och utvecklar verksamheten. Utbudet ska präglas av mångsidighet, flexibla metoder och hög pedagogisk kvalité.
SISU Idrottsutbildarna ska utgå från idrottens behov av utveckling genom utbildning och det styr utbudet, formen och organisationen
SISU Idrottsutbildarna ska via föreningsutveckling stötta föreningarna att utveckla verksamheten, organisationen, styrelsen, ledarna, de aktiva idrottarna och medlemmarna.
Till sin hjälp för att möta olika utbildningsbehov har SISU Idrottsutbildarna en mängd utbildningsmaterial.

## Verksamhetsformer
Inom SISU Idrottsutbildarna finns följande verksamhetsformer inom ramen för den rapporterbara statsbidragsberättigade verksamheten:
• Lärgrupp
• Kurs
• Föreläsning
• Process-/utvecklingsarbete
• Kulturprogram exklusive föreläsning

## Organisation
Förbundsstyrelsen (FS) är SISU Idrottsutbildarnas beslutande organ. FS består av 13 personer. Styrelseordförande och ledamöter presenteras på hemsidan.

### Ordförande
- Björn Eriksson[2]

#### Tidigare ordförande
- Kalle Fritjofsson (1985-1992)
- Rolf Carlsson (1992-2009)
- Pia Zätterström (2009-2015)

## SISU Idrottsböcker
1992 bildades SISU Idrottsböcker AB, Idrottens förlag och ingår som en del av utbildningsorganisationen SISU Idrottsutbildarna. SISU Idrottsböcker producerar utbildningsmaterial för i första hand utbildningar inom idrotten. Böcker och andra produktioner som bland annat bidrar till att utveckla elitidrotten, föreningslivet, demokratin samt hälsan hos den breda allmänheten. 
SISU Idrottsböckers utgivningsområden:
Träningslära, Konditionsträning,
Idrottspsykologi & Mental träning, Idrottsskador & Rehab,
Kost & Näringslära, Friskvård & Hälsa, 
Ledarskap & Coaching (barn- och ungdomsledare, senior- och organisationsledare), Organisationslära,
Idrottsjuridik, Idrottshistoria,
Idrottsforskning.
SISU Idrottsböckers författare är bland annat tränare, idrottsutövare, lärare, friskvårdare, forskare med flera som vill nå ut till och entusiasmera fler människor. Förlaget producerar både mer generella material som fungerar i samtliga idrotter och specifika idrottsmaterial tillsammans med de idrotter/förbund som vi har förlagssamarbete med, Friidrott, Golf, Handboll, Handikappidrott, Innebandy, Kanot, Korpen, Orientering, Ridsport, Skidor alpint, Simning, Skidor längd, Skridsko. 
Förlagschef är Ing-Marie Leidhammar.